# Kontroller

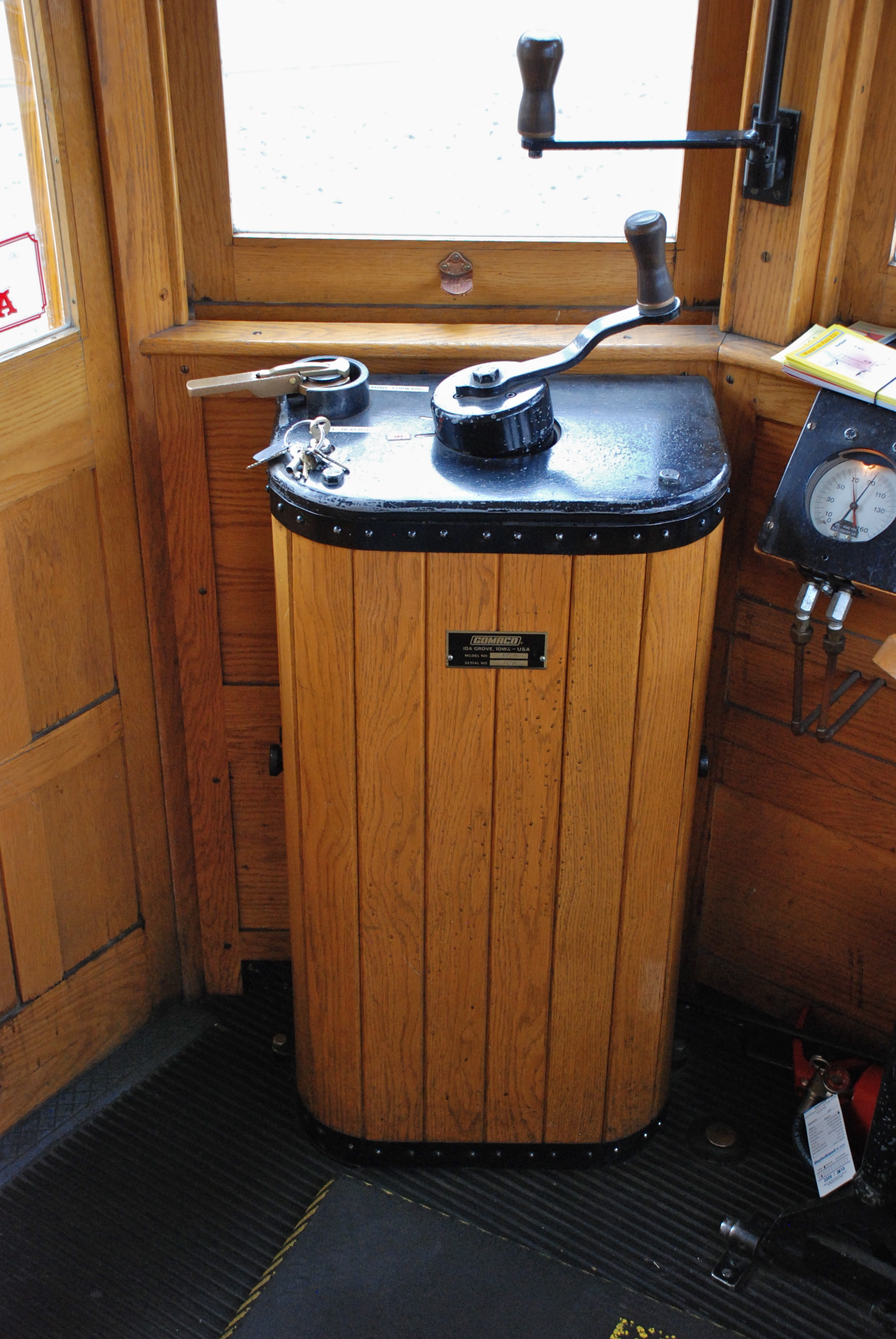
Kontroller.

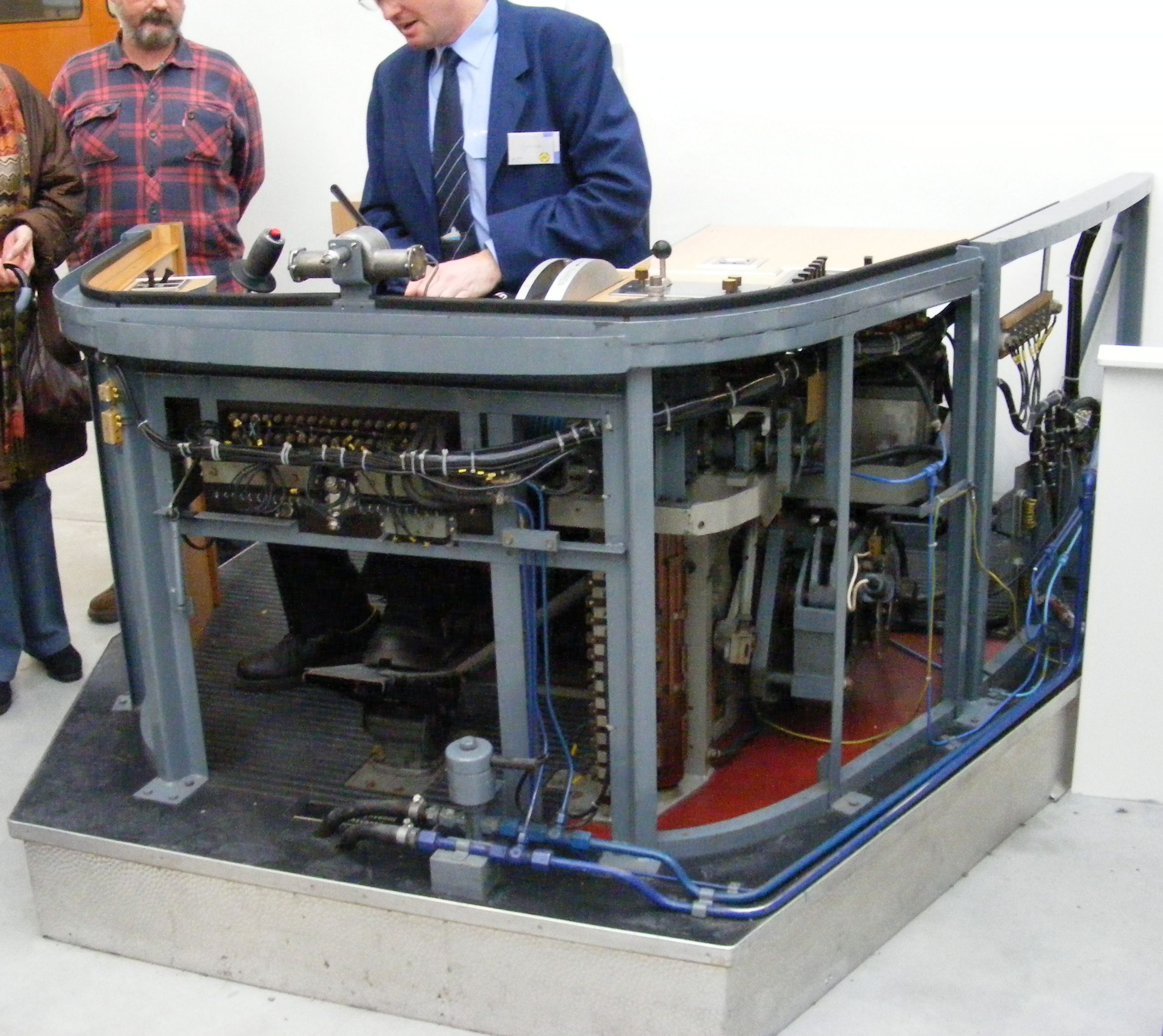
En spårvagnskontroller på ett museum i München.

En kontroller (eller körställ) är en elektrisk manöverapparat som används i spårvagnar, motorvagnar och i ellok. Kontroller förekommer/förekom även för att styra andra större elektriska maskiner, såsom hamnkranar, traverser eller andra större industriella maskiner. Kontrollern används för att manövrera spårvagnens pådrag, strömmen till motorerna, (fartreglering) och vanligen även den elektrodynamiska bromsen.

## Äldre pådragstyp
I äldre spårvagnar (från cirka 1860 till cirka 1930) utgjordes kontrollern vanligen av en direktströmskontroller, vilket innebar att strömmen till vagnens drivmotorer passerade genom kontrollern. Manövreringen skedde vanligen med en vev med olika lägen för acceleration och bromsning. Kontrollern haded också ett körhandtag, med vilket man kontrollerade  färdriktningen samt kopplade in de olika motorgrupperna. Ordet pådrag syftar här på förarens manövrer, att "köra med fullt pådrag" innebär att använda högsta körläget. Det var viktigt att koppla in de olika körlägena snabbt och distinkt. Om föraren fick en "halvkontakt", det vill säga hamnade mellan två lägen, kunde en ljusbåge uppstå mellan kontaktytorna och brännskada på dessa kunde uppstå, i vissa fall även brand. Det var vanligtvis stora strömmar som passerade genom kontrollernas kontakter.

## Spårvagn
Strömmen passerar i vagnen från strömavtagaren till kontrollern, där den kopplas om att passera ett antal körmotstånd innan strömmen når motorerna. I kontrollern kopplas även motorns fältlindning och ankarledning först i serie, sedan parallellt. I serie går det långsamt men motorn blir stark, i parallelläge blir vagnen snabbare, men förlorar i kraft. Över körmotstånden uppstår det ett spänningsfall som ombildas till värme. För att inte körmotstånden inte skall ta skada av värmen accelererar föraren vagnen stegvis i olika seriella körsteg, över noll-läget, sedan likadant parallellt, detta genom att föra körveven mot sig, när vagnen uppnått önskvärd fart slås kontrollern till 0 och vagnen får fritt rulla fram till nästa hållplats. För att bromsa förs körhandtaget framåt i bromsläge och körmotstånden kopplas då in för att stegvis kortsluta motorerna som nu fungerar som generatorer istället. De sista metrarna av denna retardation används den mekaniska bromsen, eftersom motorerna nu genererar så litet ström att motståndsbromsningen blir obefintlig. Spårvagnskontrollrar brukar ha 4-5 serielägen, lika många parallellägen och bromslägen, men många variationer förekommer. Vanligtvis är även museala spårvagnar utrustade med skenbroms, en eftergift åt trafiksäkerheten. Skenbromsen används vid farobroms som ett komplement till elektrisk och mekanisk broms. Såväl moderna som gamla spårvagnar har också en sandningsapparat, med vilken föraren kan strö ut sand mellan hjulen och rälsen då spåren är hala. Det är tillämpligt att strö ut sand innan man stannat helt på hållplats då man vet att det kan vara svårt att sedan komma igång, då har man sand under hjulen som underlättar start.

## Nyare pådragstyper
Kontrollrarna på äldre spårvagnar är, grovt sagt, likadana. Med tiden ökade kraven på brytförmåga och driftsäkerhet, varvid konstruktionen förbättrades. Ännu på 1940-talet byggde man dock vagnar med kontroller av i stort sett samma konstruktion som de allra första elektriska spårvagnarna.
Från cirka 1940 och framåt förekommer flera olika kontrollertyper:
- Direktströmskontrollern, men med förbättrade kontakter (kamvalskontroller) och ofta kompletterad med en manövermotor (alltså en motor som hjälper föraren att vrida runt valsen). Denna manövreras med körvev eller den med servomotor, med ratt.
- Manöverströmskontrollern, där endast en mindre manöverström passerar kontrollern. Drivmotorströmmen regleras i stället med elektromagnetiska eller elektropneumatiska kontaktorer, vanligen placerade i apparatskåp i vagnens underrede eller i något hörn där de är minst i vägen för trafikanterna. Detta är den första praktiskt använda kontrollern för multipelkörning. Denna typ kan manöreras med ratt eller pedaler.
- Det fjärrmanövrerade kampådraget, i princip en kamvalskontroller placerad under vagnsgolvet med manövrering från en körspak, ratt eller pedaler vars impulser styr manövermotorn. *Räknekretspådraget, ett automatiskt kontaktorpådrag där varje uppkopplingssteg motsvarar en viss kombination av tillslagna kontaktorer, varvid automatiskt nästa körläge inkopplas efter en viss tid. Manönreras med pedaler, men andra manöverorgan kan förekomma.
- PCC(Presidents Conference Committee)-pådraget. Oftast pedalmanövrerat, men andra manöverorgan kan förekomma.
- Halvledarpådrag av olika typer, exempelvis tyristorpådraget, först introducerat av Asea i mitten av 1960-talet. Manövreras vanligen med "joystick".

Ordet "pådrag" avser här främst den utrustning som används för att styra motorströmmen, kontrollern är bara en liten del av, eller om man så vill, ett tillbehör till detta.
I de flesta modernare pådragstyper kan kontrollern manövreras med det som passar bäst av spakar, ratt, pedaler eller vev. Kontrollerns uppgift är främst att förmedla av föraren önskad strömgräns och körriktning, övriga beslut fattas så att säga av pådraget utan särskild manöver av föraren.

## Moderna reglerutrustningar
Moderna spårvagnar regleras inte med kontroller och motstånd, de styrs av en liten körspak, en joystick, som i sin tur påverkar en styrelektronik bestyckat med tyristorer.